# Нис (Хиртаков син)
Нис је у грчкој митологији био Енејин пратилац.

## Митологија
Био је Хиртаков син и Еуријалов пријатељ, коме је помогао да победи на играма приређеним поводом Анхисове сахране. Описан је као веома вешт са стрелама и копљем. Заједно са својим пријатељем, Еуријалом, напао је Рутуле, али су бројчано били надјачани и Нис је побегао. Међутим, када је схватио да његов пријатељ није успео да се спаси, вратио се по њега и заједно са њим, изгубио живот.